# Knuckles the Echidna
Knuckles the Echidna (japanisch: ナックルズ・ザ・エキドゥナ Nakkuruzu za Ekiduna) ist ein fiktiver, roter Ameisenigel aus der Sonic-Spielreihe- und Universum des Videospielherstellers Sega.
Er ist ein starker Kämpfer, der mit seinen Fäusten Felsen zerschmettern, in der Luft gleiten und an Wänden klettern kann. Im Grunde ist Knuckles gutherzig, aber auch naiv und kann schnell temperamentvoll werden. Er gilt als der letzte, lebende Echidna, der auf seiner Heimat, der schwebenden Insel Angel Island, den mächtigen Master Emerald, den größten Schatz seines Volkes, mit seinem Leben beschützt.
Knuckles debütierte 1994 in Sonic the Hedgehog 3, als er sich Sonic und Tails in den Weg stellte und ihnen das Abenteuer stets erschwerte, um Dr. Eggman zu helfen, da dieser ihm einredete, Sonic würde kommen, um den Master Emerald zu stehlen. Im direkten Nachfolgespiel Sonic & Knuckles (1994) wurde Knuckles jedoch von Dr. Eggman hintergangen, als dieser den von Knuckles bewachten Master Emerald hinter seinem Rücken stahl. Daraufhin wechselte Knuckles die Fronten und steht seither auf Sonics Seite im Kampf gegen Dr. Eggman, auch wenn er oft als Einzelgänger unterwegs ist.
Im Kinofilm Sonic the Hedgehog 2 (2022) spielte Knuckles eine zentrale Rolle. Infolgedessen erhielt er eine eigene, namensgebende TV-Serie namens Knuckles (2024), welche über sechs Episoden auf Paramount+ ausgestrahlt wurde.
Er taucht in vielen Sonic-Spielen auf und gilt als einer der meistauftretenden Charaktere der Serie nach Sonic, Tails und Dr. Eggman.

## Entstehung und Name
Nachdem Sonic in Sonic the Hedgehog 2 (1992) mit Tails Verstärkung im Kampf gegen Dr. Eggman erhielt, stand für die Entwickler vom Sonic Team früh fest, dass in Sonic the Hedgehog 3 ein neuer Widersacher bzw. Rivale hinzukommen sollte, der vom Character Designer Takashi Yuda entworfen wurde. Bei der Wahl zwischen den Farben Rot, Grün und Lila entschied man sich nach einer Umfrage dafür, dass dieser Rivale rote Farbe trägt. Auch sollten seine Stacheln an Dreadlocks und seine Augen an Reptilien erinnern. In einem Konzeptentwurf vom 4. Dezember 1993 war seine Äußeres und seine Hintergrundgeschichte als letzter lebender Echidna auf der schwebenden Insel bereits festgelegt. Dort wurde ihm jedoch die Fähigkeit zur Entstehung von Wirbelwinden nachgesagt, um versteckte Wege zu erreichen. Diese Fähigkeit wurde verworfen und durch das Zertrümmern von Felsen ersetzt, jedoch erschienen später Merchandise-Artikel mit Knuckles in einer Wirbelwindwolke, beispielsweise als Spielzeug bei McDonald’s. Seine Name sollte zu einem Zeitpunkt der Entwicklung "Dreds" lauten, man entschied sich letztendlich jedoch für den Namen Knuckles.

## Aussehen, Charakter, Fähigkeiten
Knuckles ist ein Echidna, die auch unter dem Namen Ameisenigel bekannt sind. Sein Körper ist vorwiegend rot mit einer weißen, bumerangförmigen Stelle auf der Brust, einer hautfarbenen Schnauze und einer schwarzen Nase. Seine roten Stacheln hängen wie Dreadlocks etwa bis auf Brusthöhe herunter und er verfügt über einen kleinen, roten Schweif. Auffällig sind seine großen, faustförmigen Handschuhe mit je zwei Stacheln darauf, die seine Schlagfertigkeit unterstreicht und ihm seinen Namen Knuckles (englisch für Knöchel) eingebracht hat. Er trägt Schuhe mit roten Kappen, gelben Akzenten auf der Seite und einer mit Schrauben befestigten Metallplatte auf der Oberseite.
Er ist ein ruhiger und pflichtbewusster Einzelgänger, der sich als letzter Echidna streng dazu verpflichtet fühlt, den Schatz seines Volkes, den Master Emerald, um jeden Preis zu bewachen. Doch eine weitere Eigenschaft von Knuckles ist seine Naivität. So vertraut er Dr. Eggman bei seiner ersten Begegnung und glaubt ihm in Sonic the Hedgehog 3 (1994), dass es sich bei Sonic und Tails um seine Feinde handelt, die es angeblich auf den Master Emerald abgesehen haben. Erst als es in Sonic & Knuckles (1994) in Wirklichkeit Dr. Eggman ist, der den Master Emerald stiehlt, hilft Knuckles daraufhin Sonic. In Sonic Adventure (1998) schafft es Dr. Eggman mit viel Überredungskunst, Knuckles für einen kurze Zeit erneut davon zu überzeugen, dass Sonic den Master Emerald entwenden möchte, sodass Knuckles den Kampf gegen Sonic aufnimmt. Diesmal können die Lügen des Doktors und Knuckles' Leichtgläubigkeit jedoch nach einem kurzen Disput schneller aufgedeckt werden. Ab Sonic Adventure 2 (2001) bekommt es Knuckles zudem mit der Fledermaus Rouge the Bat zu tun, einer Schatzjägerin, mit der sich die Wege immer wieder unliebsam kreuzen. Jedoch scheinen beide im Laufe des Abenteuers Gefallen aneinander zu finden und Rouge kann Knuckles nach einem romantischen Moment immer wieder mit ihrem Charme in Verlegenheit bringen.
Mit seinen kräftigen Faustschlägen kann Knuckles selbst große Felsen und Wände zertrümmern, die Sonic oder Tails nicht einmal mit dem Spin Dash aus dem Weg räumen können, sodass ihm andere bzw. mehr Wege offen stehen. Ebenso kann Knuckles unbegrenzt schweben, gleitet dabei aber langsam tiefer. Wenn er dabei auf eine geeignete Wand trifft, kann er dort daran nach oben oder unten klettern. Sonics Spin Attack und Spin Dash kann Knuckles ebenfalls einsetzen. Später lernt Knuckles zudem, in Böden oder Wänden nach Schätzen oder Items zu graben. In Sonic & Knuckles (und somit eben auch in Knuckles the Echidna in Sonic the Hedgehog 2 und Sonic 3 & Knuckles) kann Knuckles, wenn er im Besitz aller sieben Chaos Emeralds ist, die Verwandlung zu Super Knuckles vollziehen, der pulsierend rosa-silbern aufleuchtet, unverwundbar ist, schneller läuft, gleitet und klettert sowie höher springt. Ausschließlich im kombinierten Sonic 3 & Knuckles kann sich Knuckles mit allen sieben Chaos Emeralds und allen sieben Super Emeralds zusammen zu Hyper Knuckles verwandeln, dessen rosa-silberne Farbwechsel noch schneller pulsieren und seine Verbesserungen noch stärker sind. Wenn Hyper Knuckles aus langem Gleitflug auf eine Wand zum Klettern trifft, erschüttert er damit den gesamten Bildschirm und alle sichtbaren Gegner werden zerstört.
Optisch wurde auch Knuckles in Sonic Adventure (1998) von Yuji Uekawa dezent überarbeitet. Im Sonic-Boom-Universum, wie dem Spiel Sonic Boom: Lyrics Aufstieg (2014) oder der TV-Serie Sonic Boom (2014–2017), verändert sich Knuckles' Aussehen und Charakter gravierend. Dort ist er plötzlich deutlich größer und muskulöser als Sonic, Tails oder Amy und besticht neben den Bandagen an seinen Schultern, Fußknöcheln und Händen, die seine kompletten, großen Handschuhe bedecken, vor allem durch einen aufgepumpten Oberkörper. Auch charakterlich handelt es sich in dieser Nebenserie um eine gänzlich andere Figur, da Knuckles hier als dümmlicher Muskelprotz dargestellt wird, der zwar kräftig, aber intelligenzgemindert auftritt. Es ist unklar, ob Knuckles' naive Seite hier bewusst extrem überspitzt als dümmlich dargestellt wird oder fehlinterpretiert wurde. Außerhalb der Boom-Serie kehrte man in den nachfolgenden Spielen und anderen Medien, zum Beispiel in Sonic Forces (2017), Sonic Frontiers (2022) und Sonic Prime (2022–2024) zu seinem vorherigen Charakter und Äußeren zurück. Auch der Kinofilm Sonic the Hedgehog 2 (2022) basiert auf den eigentlichen Knuckles, auch wenn er dort grimmiger und kampfbesessener dargestellt wird und seine Schwebefähigkeit nicht besitzt bzw. nicht einsetzt.

## Synchronsprecher

### Japanische Synchronisation
Knuckles' erster Synchronsprecher war Yasunori Matsumoto im Sonic the Hedgehog (OVA) (1996), ehe Nobutoshi Canna mit Sonic Adventure (1998) die Rolle übernahm. Mit Ausnahme des Auftrittes von Knuckles in der TV-Serie Sonic Underground (1999), in der Knuckles' Synchronsprecher Hideyuki Umezu hieß, stellt Nobutoshi Canna bis heute der japanische Stammsprecher von Knuckles dar, darunter beispielsweise in Sonic Adventure 2 (2001), Sonic X (2003–2005), Sonic Heroes (2003), Sonic the Hedgehog (2006), Sonic Generations (2011), Sonic Boom (2014–2017), Sonic Forces (2017) oder Sonic bei den Olympischen Spielen Tokyo 2020 (2020). Im Kinofilm Sonic the Hedgehog 2 (2022) wurde Knuckles von Subaru Kimura gesprochen, im darauffolgenden Sonic Frontiers (2022), in der Netflix-Serie Sonic Prime (2022–2024) und dem Videospiel Sonic X Shadow Generations (2024) übernahm erneut Nobutoshi Canna. Bei der TV-Serie Knuckles (2024) sowie im Kinofilm Sonic the Hedgehog 3 (2024) war dann wieder Subaru Kimura die japanische Stimme von Knuckles.
| Japanische Synchronsprecher von Knuckles the Echidna | Japanische Synchronsprecher von Knuckles the Echidna | Japanische Synchronsprecher von Knuckles the Echidna | Japanische Synchronsprecher von Knuckles the Echidna |
| Zeitraum                                             | Synchronsprecher                                     | Erstmals                                             | Letztmals                                            |
| ---------------------------------------------------- | ---------------------------------------------------- | ---------------------------------------------------- | ---------------------------------------------------- |
| 1996                                                 | Yasunori Matsumoto                                   | Sonic the Hedgehog (1996)                            | Sonic the Hedgehog (1996)                            |
| 1999                                                 | Hideyuki Umezu                                       | Sonic Underground (1999)                             | Sonic Underground (1999)                             |
| seit 1998 bis heute                                  | Nobutoshi Canna                                      | Sonic Adventure (1998)                               | Sonic X Shadow Generations (2024)                    |
| seit 2022 bis heute                                  | Subaru Kimura                                        | Sonic the Hedgehog 2 (2022)                          | Sonic the Hedgehog 3 (2024)                          |

### Englische Synchronisation
Im September 1999 traten in drei verschiedenen Medien die ersten drei ersten Synchronsprecher in ihrer Rolle als Knuckles auf. Die Sonic the Hedgehog (1996) wurde erst 1999 ins Englische übersetzt und erschien am 7. September 1999 in Nordamerika, dort wurde Knuckles von Bill Wise synchronisiert, der Knuckles' ersten englischen Synchronsprecher darstellt. Nur zwei Tage später, am 9. September 1999, erschien Sonic Adventure in Nordamerika, wo Michael McGaharn Knuckles seine Stimme lieh. Auf den 20. September 1999 fiel die nordamerikanische Erstausstrahlung der 16. Folge der TV-Serie Sonic Underground (1999), in der Knuckles erstmals auftritt und von Brian Drummond gesprochen wurde. Alle drei Sprecher schlüpften bis heute nicht wieder in die Rolle des Knuckles, wenngleich Brian Drummond in der TV-Serie Sonic Prime (2022–2024) stattdessen Dr. Eggman synchronisierte.
Für das Sega-Dreamcast-Spiel Sonic Shuffle (2000) übernahm der Sonic-Sprecher Ryan Drummond zusätzlich die Passagen von Knuckles, ehe ab Sonic Adventure 2 (2001) diese Rolle von Scott Dreier besetzt wurde. Auch in Sonic Battle (2003), Sonic Heroes (2003) und Sonic Advance 3 (2004) war Scott Dreier die Stimme von Knuckles. In der TV-Serie Sonic X (2003–2005) wurde Knuckles von Dan Green gesprochen, der ab Shadow the Hedgehog (2005) auch die Videospielauftritte übernahm, darunter in Sonic Riders (2006), Sonic the Hedgehog (2006), Sonic und die Geheimen Ringe (2007), Mario & Sonic bei den Olympischen Spielen (2007) oder Sonic und der Schwarze Ritter (2009) bis zuletzt in Sonic & Sega All-Stars Racing (2010). Anschließend wurde Travis Willingham die neue Knuckles-Stimme, der ihn ab Sonic Free Riders (2010) auch in Sonic Generations (2011), Sonic Lost World (2013), Sonic Boom (2014–2017) oder Sonic Forces (2017) bis zuletzt als Helfertrophäe in Super Smash Bros. Ultimate (2018) sprach.
Nach Travis Willingham wurde Dave Mitchell der Synchronsprecher für Knuckles in den Spielen Team Sonic Racing (2019) und Mario & Sonic bei den Olympischen Spielen Tokyo 2020 (2019). Für den Kinofilm Sonic the Hedgehog 2 (2022) wählte man mit Idris Elba eine prominente Sprachbesetzung. In einem fünfminütigen Kurzfilm zum Kinofilm namens Sonic Drone Home wurde Knuckles wiederum von Fred Tatasciore gesprochen, im darauffolgenden Sonic Frontiers (2022) übernahm erneut Dave Mitchell. In der Netflix-Serie Sonic Prime (2022–2024) wurde Knuckles von Adam Nurada vertont, bei den Paramount-Produktionen Knuckles (2024) und dem Kinofilm Sonic the Hedgehog 3 (2024) war wieder Idris Elba die englische Stimme von Knuckles, in den Videospielen wie Sonic X Shadow Generations (2024) blieb es Dave Mitchell.
| Englische Synchronsprecher von Knuckles the Echidna | Englische Synchronsprecher von Knuckles the Echidna | Englische Synchronsprecher von Knuckles the Echidna | Englische Synchronsprecher von Knuckles the Echidna |
| Zeitraum                                            | Synchronsprecher                                    | Erstmals                                            | Letztmals                                           |
| --------------------------------------------------- | --------------------------------------------------- | --------------------------------------------------- | --------------------------------------------------- |
| 1999                                                | Bill Wise                                           | Sonic the Hedgehog (1996)                           | Sonic the Hedgehog (1996)                           |
| 1999                                                | Michael McGaharn                                    | Sonic Adventure (1998)                              | Sonic Adventure (1998)                              |
| 1999                                                | Brian Drummond                                      | Sonic Underground (1999)                            | Sonic Underground (1999)                            |
| 2000                                                | Ryan Drummond                                       | Sonic Shuffle (2000)                                | Sonic Shuffle (2000)                                |
| 2001–2004                                           | Scott Dreier                                        | Sonic Adventure 2 (2001)                            | Sonic Advance 3 (2004)                              |
| 2003–2010                                           | Dan Green                                           | Sonic X (2003–2005)                                 | Sonic & Sega All-Stars Racing (2010)                |
| 2010–2018                                           | Travis Willingham                                   | Sonic Free Riders (2010)                            | Super Smash Bros. Ultimate (2018)                   |
| 2022                                                | Fred Tatasciore                                     | Sonic Drone Home (2022)                             | Sonic Drone Home (2022)                             |
| 2022–2024                                           | Adam Nurada                                         | Sonic Prime (2022–2024)                             | Sonic Prime (2022–2024)                             |
| seit 2019 bis heute                                 | Dave Mitchell                                       | Team Sonic Racing (2019)                            | Sonic X Shadow Generations (2024)                   |
| seit 2022 bis heute                                 | Idris Elba                                          | Sonic the Hedgehog 2 (2022)                         | Sonic the Hedgehog 3 (2024)                         |

### Deutsche Synchronisation
Der erste deutsche Synchronsprecher für Knuckles war Marius Clarén in der TV-Serie Sonic Underground (1999, deutsche Synchronisation 2001). Doch der deutsche Stamm-Synchronsprecher von Knuckles ist Claus-Peter Damitz, auch bekannt als Stimme von Tyrion Lannister in Game of Thrones, Hauptfigur Koro-Sensei in Assassination Classroom oder seit 2016 Ned Flenders in Die Simpsons. Seit der TV-Serie Sonic X (2003–2005, deutsche Synchronisation 2004–2006) spricht Claus-Peter Damitz den Charakter Knuckles, im Anschluss auch beispielsweise in Sonic Generations (2011), Sonic Lost World (2013), Sonic Boom (2014–2017), Sonic Forces (2017), Team Sonic Racing (2019) und in Sonic bei den Olympischen Spielen Tokyo 2020 (2020). Im Kinofilm Sonic the Hedgehog 2 (2022) und dem dazugehörigen Kurzfilm Sonic und die Drohne (2022) lieh Oliver Stritzel Knuckles seine Stimme, im darauffolgenden Sonic Frontiers (2022) übernahm erneut Claus-Peter Damitz. In der Netflix-Serie Sonic Prime (2022–2024) wurde Knuckles von Christoph Banken vertont, bei den Paramount-Produktionen Knuckles (2024) und dem Kinofilm Sonic the Hedgehog 3 (2024) war wieder Oliver Stritzel die deutsche Stimme von Knuckles, in den Videospielen wie Sonic X Shadow Generations (2024) blieb es Claus-Peter Damitz.
| Deutsche Synchronsprecher von Knuckles the Echidna | Deutsche Synchronsprecher von Knuckles the Echidna | Deutsche Synchronsprecher von Knuckles the Echidna | Deutsche Synchronsprecher von Knuckles the Echidna |
| Zeitraum                                           | Synchronsprecher                                   | Erstmals                                           | Letztmals                                          |
| -------------------------------------------------- | -------------------------------------------------- | -------------------------------------------------- | -------------------------------------------------- |
| 2001                                               | Marius Clarén                                      | Sonic Underground (1999)                           | Sonic Underground (1999)                           |
| 2022–2024                                          | Christoph Banken                                   | Sonic Prime (2022–2024)                            | Sonic Prime (2022–2024)                            |
| seit 2004 bis heute                                | Claus-Peter Damitz                                 | Sonic X (2003–2005)                                | Sonic X Shadow Generations (2024)                  |
| seit 2022 bis heute                                | Oliver Stritzel                                    | Sonic the Hedgehog 2 (2022)                        | Sonic the Hedgehog 3 (2024)                        |

## Videospielauftritte
Knuckles taucht das erste Mal auf, als Super Sonic zu Beginn von Sonic the Hedgehog 3 (1994) die schwebende Insel Angel Island betritt und von Knuckles überrascht wird, der ihn schon erwartet und seine Super-Form abbricht, indem Knuckles Sonic mit einem kräftigen Schlag stoppt und ihm im Anschluss die sieben Chaos Emeralds wegnimmt, die Sonic daraufhin erneut finden muss. Immer wieder wird Sonics und Tails' Abenteuer von Knuckles erschwert, indem er beispielsweise Brücken einstürzen lässt, den Strom abstellt oder mit Bomben Gebäude einreißt. Er scheint gemeinsame Sache mit Dr. Eggman zu machen, der jedoch schon zum Ende dieses Spiels keine Rücksicht auf Knuckles nimmt, als Dr. Eggman mit den Death Egg abhebt und dabei Knuckles in die Tiefe reißt. In der direkten Fortsetzung Sonic & Knuckles (1994) setzt sich das Verhältnis zunächst fort, als Knuckles dafür sorgt, dass Sonic von starkem Wind weggeweht und mit einem großen Edelstein in die Tiefe gerissen wird. In der Hidden Palace Zone stellt sich Knuckles schließlich zum entscheidenden Kampf in den Weg. Kurz nachdem Knuckles unterliegt, stiehlt Dr. Eggman den Master Emerald und kann von den geschwächten Sonic und Knuckles nicht daran gehindert werden. Wohlwissend, dass er von Dr. Eggman hintergangen wurde, hilft Knuckles Sonic mit letzter Kraft, aus einer Grube zu entkommen und in der Sky Sanctuary Zone einen Schalter zu betätigen, damit Sonic seinen Weg fortsetzen kann. Wählt der Spieler Knuckles als spielbaren Charakter, bekommt es Knuckles in Sonic & Knuckles mit EggRobos zu tun, kann mit den sieben Chaos Emeralds zu Super Knuckles werden (in Sonic 3 & Knuckles mit den sieben Super Emeralds sogar zu Hyper Knuckles) und steht am Ende sogar Mecha Sonic mkII gegenüber, der die Macht des Master Emerald nutzt, um zu Super Mecha Sonic zu werden. Nach dem Sieg über Super Mecha Sonic wird Knuckles von Sonic im Flugzeug Tornado gerettet.
Seinen dritten Auftritt hatte Knuckles in Sonic the Hedgehog Triple Trouble (1994) für das Sega Game Gear. Auch hier legt Knuckles Sonic wieder Steine in den Weg, da er Dr. Eggmans Lüge glaubt, Sonic wolle mit den Chaos Emeralds die Weltherrschaft an sich reißen. Mit ähnlichen Methoden kommt hier auch der Charakter Fang the Sniper in die Quere von Sonic. Nachdem Knuckles in Sonic Drift Racing (1995) ein auswählbarer Fahrer war, bekam er mit Knuckles’ Chaotix (1995) ein eigenes Spiel für das Sega 32X mit ihm in der Hauptrolle, unterstützt von Team Chaotix, bestehend aus Mighty the Armadillo, Espio the Chameleon, Charmy Bee und Vector the Crocodile, um in Zweierteams gegen Dr. Eggman und Metal Sonic zu kämpfen. Auch in Sonic the Fighters (1996) war Knuckles einer der auswählbaren Kämpfer, zudem neben Sonic einer der beiden spielbaren Charaktere in Sonic Blast (1996) und einer der Wettläufer in Sonic R (1998) für das Sega Saturn.
In Sonic Adventure (1998) ist Knuckles einer der sechs Hauptcharaktere, aus dessen Sicht die Geschichte erzählt wird. Dabei wird der Master Emerald zerstört und Knuckles sucht überall nach den Splittern des Master Emeralds, um ihn am Ende erfolgreich wieder zusammenzusetzen. Als in Sonic Adventure 2 (2001) die Schatzjägerin Rouge the Bat mit Knuckles um den Master Emerald streitet, versucht Dr. Eggman die Gunst der Stunde zu nutzen und den Master Emerald zu stehlen. Knuckles zerbricht den Master Emerald absichtlich erneut, damit Dr. Eggman ihn nicht an sich reißen kann und Knuckles sich wieder auf die Suche nach den Splittern machen kann, hat dabei jedoch nicht die Rechnung mit Rouge gemacht, die ebenfalls nach den Splittern sucht. Dadurch kommt es mehrfach zu Streitereien, Kämpfen, aber auch einem romantischen Moment zwischen Knuckles und Rouge, woraufhin sie Knuckles ihre Splitter übergibt und er den Master Emerald wiederherstellen kann. Dieser wird wenig später im Finale des Spiels auch benötigt, um an Bord der Weltraumkolonie ARK die Macht der Chaos Emeralds zu stoppen.
Fest zur Auswahl der spielbaren Charaktere gehört Knuckles in Sonic Advance (2001), Sonic Advance 2 (2002) und Sonic Advance 3 (2004). Auch zählt Knuckles in Sonic Heroes (2003) zu Team Sonic und erlebt die Storystränge als Spielfigur an der Seite von Sonic und Tails. Nicht spielbar ist er jedoch in Shadow the Hedgehog (2005), Sonic Rush (2005) und als Sindbad in Sonic und die Geheimen Ringe (2007), da er dort nur als NPC agiert. In Sonic the Hedgehog (2006) ist Knuckles in einzelnen Levelabschnitten in der Sonic-Story spielbar, in Sonic und der Schwarze Ritter (2009) schlüpft er in der Rolle des Ritters Gawain und ist als dieser zunächst ein storyrelevanter Gegner und später sogar spielbar.
Fortan bleibt Knuckles in Spielen, in denen man aus mehreren Charakteren des Sonic-Universums wählen kann, fester Bestandteil, darunter in der Sonic Riders-Serie (2006–2010), in der Sonic Rivals-Serie (2006–2007), Mario & Sonic bei den Olympischen Spielen und alle Nachfolger (2007–2019) sowie Sonic & Sega All-Stars Racing und alle Nachfolger (2010–2019). In Spielen wie Sonic Generations (2011) oder Sonic Lost World (2013) nimmt Knuckles Nebenrollen ein, in Sonic Boom: Lyrics Aufstieg (2014), Sonic Boom: Der zerbrochene Kristall (2014) und Sonic Boom: Feuer & Eis (2016) zählt er zu den spielbaren Charakteren mit individuellen Fähigkeiten, ebenso steht er dem Spieler in Sonic Mania (2017), Sonic Mania Plus (2018) und Sonic Origins (2022) zur Auswahl. In Sonic Frontiers (2022) wird Knuckles auf der Insel Ares Island von Sonic gerettet und begleitet ihn dort, zudem ist Knuckles mit all seinen alternativen Varianten ein Hauptcharakter in der Netflix-Serie Sonic Prime (2022–2024).
| Videospielauftritte von Knuckles the Echidna | Videospielauftritte von Knuckles the Echidna                 | Videospielauftritte von Knuckles the Echidna                 | Videospielauftritte von Knuckles the Echidna |
| Jahr                                         | Videospiel                                                   | Ursprüngliches System                                        | Rolle                                        |
| -------------------------------------------- | ------------------------------------------------------------ | ------------------------------------------------------------ | -------------------------------------------- |
| 1994                                         | Sonic the Hedgehog 3                                         | Sega Mega Drive                                              | Spielbarer Charakter (Multiplayer)           |
| 1994                                         | Sonic & Knuckles                                             | Sega Mega Drive                                              | Spielbarer Charakter                         |
| 1994                                         | Sonic the Hedgehog Triple Trouble                            | Sega Game Gear                                               | Gegner                                       |
| 1994                                         | Gale Racer                                                   | Sega Saturn                                                  | Cameo-Gastauftritt                           |
| 1995                                         | Sonic Drift Racing                                           | Sega Game Gear                                               | Spielbarer Charakter                         |
| 1995                                         | Knuckles’ Chaotix                                            | Sega 32X                                                     | Hauptcharakter                               |
| 1996                                         | Sonic the Fighters                                           | Arcade                                                       | Spielbarer Charakter                         |
| 1996                                         | Sonic 3D: Flickies’ Island                                   | Sega Mega Drive, Sega Saturn, PC                             | Nebencharakter                               |
| 1996                                         | Sonic Blast                                                  | Sega Master System, Sega Game Gear                           | Nebencharakter                               |
| 1996                                         | Sonic’s Schoolhouse                                          | PC                                                           | Cameo-Gastauftritt                           |
| 1997                                         | Sonic & Knuckles Collection                                  | PC                                                           | Spielbarer Charakter                         |
| 1997                                         | Sonic Jam                                                    | Sega Saturn                                                  | Nebencharakter                               |
| 1997                                         | Sonic R                                                      | Sega Saturn                                                  | Spielbarer Charakter                         |
| 1998                                         | Sonic Adventure                                              | Sega Dreamcast                                               | Spielbarer Charakter                         |
| 1999                                         | Sonic the Hedgehog Pocket Adventure                          | Neo Geo Pocket Color                                         | Gegner                                       |
| 1999                                         | Shenmue                                                      | Sega Dreamcast                                               | Cameo-Gastauftritt                           |
| 2000                                         | Sonic Shuffle                                                | Sega Dreamcast                                               | Spielbarer Charakter                         |
| 2001                                         | Sonic Adventure 2                                            | Sega Dreamcast                                               | Spielbarer Charakter                         |
| 2001                                         | Sonic Adventure 2 Battle                                     | Nintendo GameCube                                            | Spielbarer Charakter                         |
| 2001                                         | Sonic Advance                                                | Game Boy Advance                                             | Spielbarer Charakter                         |
| 2001                                         | Virtua Striker 3                                             | Nintendo GameCube, Arcade                                    | Cameo-Gastauftritt                           |
| 2002                                         | Sonic Mega Collection                                        | Nintendo GameCube                                            | Spielbarer Charakter                         |
| 2002                                         | Sonic Advance 2                                              | Game Boy Advance                                             | Spielbarer Charakter                         |
| 2003                                         | Sonic Pinball Party                                          | Game Boy Advance                                             | Nebencharakter                               |
| 2003                                         | Sonic Adventure DX: Director's Cut                           | Nintendo GameCube, PC                                        | Spielbarer Charakter                         |
| 2003                                         | Sonic N                                                      | Nokia N-Gage                                                 | Spielbarer Charakter                         |
| 2003                                         | Sonic Battle                                                 | Game Boy Advance                                             | Spielbarer Charakter                         |
| 2003                                         | Sonic Heroes                                                 | Nintendo GameCube, PlayStation 2, Xbox                       | Spielbarer Charakter                         |
| 2004                                         | Sonic X: A Super Sonic Hero                                  | Game Boy Advance                                             | Kurzauftritt                                 |
| 2004                                         | Sonic Advance 3                                              | Game Boy Advance                                             | Spielbarer Charakter                         |
| 2004                                         | Sonic Mega Collection Plus                                   | PlayStation 2, Xbox, PC                                      | Spielbarer Charakter                         |
| 2005                                         | Sonic Jump (2005)                                            | Mobile                                                       | Nebencharakter                               |
| 2005                                         | Sonic Gems Collection                                        | Nintendo GameCube, PlayStation 2                             | Spielbarer Charakter                         |
| 2005                                         | Sonic Rush                                                   | Nintendo DS                                                  | Nebencharakter                               |
| 2005                                         | Shadow the Hedgehog                                          | Nintendo GameCube, PlayStation 2, Xbox                       | Nebencharakter                               |
| 2006                                         | Sonic Riders                                                 | Nintendo GameCube, PlayStation 2, Xbox, PC                   | Spielbarer Charakter                         |
| 2006                                         | Sonic the Hedgehog                                           | PlayStation 3, Xbox 360                                      | Spielbarer Charakter                         |
| 2006                                         | Sega Mega Drive Collection                                   | PlayStation 2, PlayStation Portable                          | Spielbarer Charakter                         |
| 2006                                         | Sonic Rivals                                                 | PlayStation Portable                                         | Spielbarer Charakter                         |
| 2006                                         | Puyo Puyo! 15th Anniversary                                  | Wii, Nintendo DS, PlayStation 2, PSP                         | Cameo-Gastauftritt                           |
| 2007                                         | Sonic und die Geheimen Ringe                                 | Wii                                                          | Nebencharakter                               |
| 2007                                         | Mario & Sonic bei den Olympischen Spielen                    | Wii, Nintendo DS                                             | Spielbarer Charakter                         |
| 2007                                         | Sonic Rivals 2                                               | PlayStation Portable                                         | Spielbarer Charakter                         |
| 2008                                         | Super Smash Bros. Brawl                                      | Wii                                                          | Cameo-Gastauftritt                           |
| 2008                                         | Sonic Riders: Zero Gravity                                   | Wii, PlayStation 2                                           | Spielbarer Charakter                         |
| 2008                                         | Sega Superstars Tennis                                       | Wii, Nintendo DS, PlayStation 3, PlayStation 2, Xbox 360     | Spielbarer Charakter                         |
| 2008                                         | Sonic bei den Olympischen Spielen                            | Mobile                                                       | Spielbarer Charakter                         |
| 2008                                         | Sonic Chronicles: Die Dunkle Bruderschaft                    | Nintendo DS                                                  | Spielbarer Charakter                         |
| 2009                                         | Sega Mega Drive Ultimate Collection                          | PlayStation 3, Xbox 360                                      | Spielbarer Charakter                         |
| 2009                                         | Sonic und der Schwarze Ritter                                | Wii                                                          | Spielbarer Charakter                         |
| 2009                                         | Mario & Sonic bei den Olympischen Winterspielen              | Wii, Nintendo DS                                             | Spielbarer Charakter                         |
| 2009                                         | Sonic PC Collection                                          | PC                                                           | Spielbarer Charakter                         |
| 2010                                         | Sonic bei den Olympischen Winterspielen                      | Mobile                                                       | Spielbarer Charakter                         |
| 2010                                         | Sonic & Sega All-Stars Racing                                | Wii, Nintendo DS, PlayStation 3, PlayStation 2, Xbox 360, PC | Spielbarer Charakter                         |
| 2010                                         | Sonic Classic Collection                                     | Nintendo DS                                                  | Spielbarer Charakter                         |
| 2010                                         | Sonic Free Riders                                            | Xbox 360                                                     | Spielbarer Charakter                         |
| 2010                                         | Sonic Colours                                                | Wii, Nintendo DS                                             | Nebencharakter                               |
| 2011                                         | Dreamcast Collection                                         | Xbox 360, PC                                                 | Spielbarer Charakter                         |
| 2011                                         | Puyo Puyo! 20th Anniversary                                  | Wii, Nintendo 3DS, Nintendo DS, PSP                          | Cameo-Gastauftritt                           |
| 2011                                         | Sonic Generations                                            | PlayStation 3, Xbox 360, PC, Nintendo 3DS                    | Nebencharakter                               |
| 2011                                         | Mario & Sonic bei den Olympischen Spielen London 2012        | Wii                                                          | Spielbarer Charakter                         |
| 2012                                         | Sonic Jump (2012)                                            | Mobile                                                       | Spielbarer Charakter                         |
| 2012                                         | Sonic & All-Stars Racing Transformed                         | PS3, PlayStation Vita, Xbox 360, Wii U, 3DS, PC, Mobile      | Spielbarer Charakter                         |
| 2013                                         | Sonic Dash                                                   | Mobile                                                       | Spielbarer Charakter                         |
| 2013                                         | Sonic Athletics                                              | Arcade                                                       | Spielbarer Charakter                         |
| 2013                                         | Sonic Ghost Shooting                                         | Arcade                                                       | Kurzauftritt                                 |
| 2013                                         | Sonic Lost World                                             | Wii U                                                        | Nebencharakter                               |
| 2013                                         | Mario & Sonic bei den Olympischen Winterspielen Sotschi 2014 | Wii U                                                        | Spielbarer Charakter                         |
| 2014                                         | Puyo Puyo Tetris                                             | PS4, PS3, PSVita, Nintendo Switch, Wii U, 3DS, Xbox 360, PC  | Cameo-Gastauftritt                           |
| 2014                                         | Sonic Jump Fever                                             | Mobile                                                       | Spielbarer Charakter                         |
| 2014                                         | Super Smash Bros. for Nintendo 3DS                           | Nintendo 3DS                                                 | Cameo-Gastauftritt                           |
| 2014                                         | Sonic Boom: Lyrics Aufstieg                                  | Wii U                                                        | Spielbarer Charakter                         |
| 2014                                         | Sonic Boom: Der zerbrochene Kristall                         | Nintendo 3DS                                                 | Spielbarer Charakter                         |
| 2014                                         | Super Smash Bros. for Wii U                                  | Wii U                                                        | Cameo-Gastauftritt                           |
| 2015                                         | Sonic Runners                                                | Mobile                                                       | Spielbarer Charakter                         |
| 2015                                         | Lego Dimensions                                              | PlayStation 4, PlayStation 3, Xbox One, Xbox 360, Wii U      | Spielbarer Charakter                         |
| 2015                                         | Sonic Dash 2: Sonic Boom                                     | Mobile                                                       | Spielbarer Charakter                         |
| 2016                                         | Mario & Sonic bei den Olympischen Spielen Rio 2016           | Wii U, Nintendo 3DS, Arcade                                  | Spielbarer Charakter                         |
| 2016                                         | Monster Super League                                         | Mobile                                                       | Cameo-Gastauftritt                           |
| 2016                                         | Deus Ex: Mankind Divided                                     | PC, PlayStation 4, Xbox One                                  | Cameo-Gastauftritt                           |
| 2016                                         | Sonic Boom: Feuer & Eis                                      | Nintendo 3DS                                                 | Spielbarer Charakter                         |
| 2017                                         | Sonic Mania                                                  | PlayStation 4, Xbox One, Nintendo Switch, PC                 | Spielbarer Charakter                         |
| 2017                                         | Sonic Forces                                                 | PlayStation 4, Xbox One, Nintendo Switch, PC                 | Nebencharakter                               |
| 2017                                         | Sonic Runners Adventure                                      | Mobile                                                       | Spielbarer Charakter                         |
| 2017                                         | Sonic Forces: Speed Battle                                   | Mobile                                                       | Spielbarer Charakter                         |
| 2018                                         | Sega Mega Drive Classics                                     | PlayStation 4, Xbox One, Nintendo Switch, PC                 | Spielbarer Charakter                         |
| 2018                                         | Sonic Mania Plus                                             | PlayStation 4, Xbox One, Nintendo Switch, PC                 | Spielbarer Charakter                         |
| 2018                                         | Sega Heroes                                                  | Mobile                                                       | Nebencharakter                               |
| 2018                                         | Super Smash Bros. Ultimate                                   | Nintendo Switch                                              | Nebencharakter                               |
| 2019                                         | Team Sonic Racing                                            | PlayStation 4, Xbox One, Nintendo Switch, PC                 | Spielbarer Charakter                         |
| 2019                                         | Sonic Racing                                                 | Mobile                                                       | Spielbarer Charakter                         |
| 2019                                         | Mario & Sonic bei den Olympischen Spielen Tokyo 2020         | Nintendo Switch, Arcade                                      | Spielbarer Charakter                         |
| 2020                                         | Sonic bei den Olympischen Spielen Tokyo 2020                 | Mobile                                                       | Spielbarer Charakter                         |
| 2021                                         | Lost Judgement                                               | PS5, PS4, Xbox Series, Xbox One, PC, Amazon Luna             | Cameo-Gastauftritt                           |
| 2021                                         | Minecraft                                                    | Bedrock-Version Modifikation                                 | Spielbarer Charakter                         |
| 2022                                         | Sonic Speed Simulator                                        | PS5, PS4, Xbox Series, Xbox One, PC, Mobile                  | Spielbarer Charakter                         |
| 2022                                         | Sonic Origins                                                | PS5, PS4, Xbox Series, Xbox One, Switch, PC                  | Spielbarer Charakter                         |
| 2022                                         | Fall Guys                                                    | PS5, PS4, Xbox Series, Xbox One, Switch, PC                  | Cameo-Gastauftritt                           |
| 2022                                         | Sonic Frontiers                                              | PS5, PS4, Xbox Series, Xbox One, Switch, PC, Amazon Luna     | Spielbarer Charakter (DLC)                   |
| 2023                                         | The Murder of Sonic the Hedgehog                             | PC                                                           | Nebencharakter                               |
| 2023                                         | Sonic Origins Plus                                           | Nintendo Switch, PS5, PS4, Xbox Series, Xbox One, PC         | Spielbarer Charakter                         |
| 2023                                         | Sonic Superstars                                             | Nintendo Switch, PS5, PS4, Xbox Series, Xbox One, PC         | Spielbarer Charakter                         |
| 2023                                         | Like a Dragon Gaiden: The Man Who Erased His Name            | PS5, PS4, Xbox Series, Xbox One, PC                          | Cameo-Gastauftritt                           |
| 2023                                         | Sonic Dream Team                                             | Apple Arcade                                                 | Spielbarer Charakter                         |
| 2024                                         | Super Monkey Ball: Banana Rumble                             | Nintendo Switch                                              | Spielbarer Charakter                         |
| 2024                                         | Fortress Saga: AFK RPG                                       | Mobile                                                       | Spielbarer Charakter                         |
| 2024                                         | Sonic X Shadow Generations                                   | Nintendo Switch, PS5, PS4, Xbox Series, Xbox One, PC         | Nebencharakter                               |
| 2025                                         | Sonic Rumble                                                 | PC, Mobile                                                   | Spielbarer Charakter                         |

## Film und Fernsehen
Während Knuckles in den ersten TV-Serien von Sonic noch nicht berücksichtigt wurde, da er erst innerhalb der Produktionszeiträume von Sonic der irre Igel (1993–1996) und Sonic SatAM (1993–1994) im Jahre 1994 im Videospiel Sonic the Hedgehog 3 (1994) debütierte, wurde er schließlich einer der Hauptcharaktere im Film Sonic the Hedgehog (1996), wo er auch erstmals seinen ikonischen Cowboyhut trug. Auch in der zweiten Hälfte der Serie Sonic Underground (1999) trat Knuckles in mehreren Episoden auf und wurde dort, als Hüter der schwebenden Insel, von Dr. Robotnik getäuscht, schlug sich jedoch später auf die Seite von Sonic.
Auch in Sonic X (2003–2005) gehörte Knuckles zum festen Cast und zeigte sich hier noch kampflustiger und jähzorniger. Die große Kontroverse um das Aussehen und den Charakter von Knuckles in Sonic Boom (2014–2017) sorgte für geteilte Meinungen und auch in Sonic Prime (2022–2024) hatten die verschiedenen Varianten von Knuckles unterschiedliche Charakterzüge. Dafür hatte Knuckles eine große Rolle im Kinofilm Sonic the Hedgehog 2 (2022), wo er wieder sehr ernst und stark auftrat. In dieser Form trat er auch in seiner eigenen Serie Knuckles (2024) auf Paramount+, wo er stellenweise auch wieder seinen Cowboyhut vom OVA aufzog, und in der Kinofilm-Fortsetzung Sonic the Hedgehog 3 auf.
| Film- und Serienauftritte von Knuckles the Echidna | Film- und Serienauftritte von Knuckles the Echidna | Film- und Serienauftritte von Knuckles the Echidna | Film- und Serienauftritte von Knuckles the Echidna |
| Jahr                                               | Film / Serie                                       | Rolle                                              |                                                    |
| -------------------------------------------------- | -------------------------------------------------- | -------------------------------------------------- | -------------------------------------------------- |
| 1996                                               | Sonic the Hedgehog                                 | Hauptrolle                                         |                                                    |
| 1999                                               | Sonic Underground                                  | Nebenrolle                                         |                                                    |
| 2003–2005                                          | Sonic X                                            | Hauptrolle                                         |                                                    |
| 2014–2017                                          | Sonic Boom                                         | Hauptrolle                                         |                                                    |
| 2022                                               | Sonic the Hedgehog 2                               | Hauptrolle                                         |                                                    |
| 2022–2024                                          | Sonic Prime                                        | Hauptrolle                                         |                                                    |
| 2024                                               | Knuckles                                           | Hauptrolle                                         |                                                    |
| 2024                                               | Sonic the Hedgehog 3                               | Hauptrolle                                         |                                                    |